# Concentrotheca laevigata
Concentrotheca laevigata is een rifkoralensoort uit de familie van de Caryophylliidae. De wetenschappelijke naam van de soort is voor het eerst geldig gepubliceerd in 1871 door Pourtalès.